# Rudo Polje (Teslić)
Rudo Polje (szerbül: Рудо Поље), település Bosznia-Hercegovinában, a Szerb Köztársaságban, Teslić községben.

## Fekvése
A település Bosznia-Hercegovina középső részének északi szélén, Dobojtól légvonalban 23, közúton 28 km-re délnyugatra, községközpontjától légvonalban és közúton 1 km-re délre, a Velika Usora bal partján, 215 méteres magasságban található. A település házai a Teslićet Radešići és Gomjenica településekkel összekötő helyi út köré csoportosulnak.

## Népessége
| Nemzetiségi csoport | Népesség 1991 | Népesség 2013 |
| ------------------- | ------------- | ------------- |
| Szerb               | 213           | 675           |
| Bosnyák             | 44            | 24            |
| Horvát              | 158           | 48            |
| Jugoszláv           | 110           | 1             |
| Egyéb               | 18            | 15            |
| Összesen            | 543           | 763           |

## Története
A Rudo Polje név régies, és ritkán, főleg csak az adminisztrációban használatos. Ehelyett a gyakorlatban Rudnik nevet használják. A név a „Barbara” szénbányáról ered, amelyet a 19. század második felében nyitottak meg a teslići "falepárló" gyár igényeinek kielégítésére, majd a 20. század közepén bezártak.
A második világháború után 1992-ig a település a szocialista Jugoszlávia keretében a Bosznia-Hercegovinai Népköztársaság része volt. A daytoni egyezmény aláírása után a település Teslić község részeként a Szerb Köztársaság területéhez került. 

## Oktatás
A településen egy alsó tagozatos általános iskola működik, mely a teslići „Petar Petrović Njegoš” Általános Iskola területi iskolája.

## Fordítás
- Ez a szócikk részben vagy egészben  a(z)   Рудо Поље (Теслић) című szerb Wikipédia-szócikk ezen változatának fordításán alapul.  Az eredeti cikk szerkesztőit annak laptörténete sorolja fel. Ez a jelzés csupán a megfogalmazás eredetét és a szerzői jogokat jelzi, nem szolgál a cikkben szereplő információk forrásmegjelöléseként.